# Ainara Elbusto
Ainara Elbusto Arteaga (Zurucuáin, 10 de setembro de 1992) é uma ciclista profissional espanhola especialista em critériums. Estreiou como profissional em 2010 na equipa de ciclismo em pista do Reyno de Navarra.

## Biografia desportiva
Passou de ser uma ciclista anónima de ciclismo de pista a destacar internacionalmente quando participou na Rede Hoot Crit, uma competição a modo de critérium com bicicletas de pinhão fixo fora dos calendários profissionais oficiais da União Ciclista Internacional. Este tipo de competições é muito típica nos Estados Unidos devido a ser emotivo e ser em circuitos urbanos, e neste caso corridas noturnas com bicicletas não convencionais, que se foi exportando a outros lugares do mundo. Ainara recebeu um convite para participar na segunda prova do calendário 2014 em Barcelona e conseguiu somar tantos pontos que se pôs líder, liderança que perdeu na última prova em Milão. No ano 2015, com uma preparação mais específica e saindo de favorita também conseguiu ganhar a competição.
Fora do ciclismo de pista e critériums tem obtido vitórias em alguma corrida regional de ciclismo de estrada e ocasionalmente é selecionada pela Seleção da Espanha de categoria absoluta para algumas provas, inclusive estreia como profissional nessa disciplina em 2015 com o Bizkaia-Durango para disputar La Madrid Challenge by La Vuelta; em grande parte devido ao terceiro posto obtido na Copa da Espanha de Ciclismo.
Ainda que sua equipa oficial seja o amador Reyno de Navarra, desde 2016 nos Estados Unidos corre com as cores da também equipa navarro profissional do Caja Rural-Seguros RGA por motivos publicitários. Nesse mesmo ano, na segunda prova do Rede Hoot Crit disputada em Londres sofreu uma avaria o que a obrigou a abandonar e perder todas suas opções de dita competição por terceiro ano consecutivo já que só são quatro provas e não pôde remontar sendo finalmente terceira na classificação final.
Ao invés que muitos ciclistas que na temporada invernal usam o ciclocross como treinamento ela disputa provas de mushing, por exemplo no final de 2016 foi terceira no Campeonato da Espanha na categoria de bikejoring.
Em 2017 sua equipa, o Reyno de Navarra-WRC-Connor, renomeou-se por Equipa Bolívia Feminino, como seção da Equipa Bolívia, graças ao patrocínio do Governo da Bolívia sendo ela uma das líderes de dito equipa.

## Palmarés
- 2015
  - 3.ª no Campeonato da Espanha Scrath 
  - 3.ª no Campeonato da Espanha Velocidade por Equipas (fazendo casal com Gudane Araiz)

## Equipas

### Pista
- Reyno de Navarra (2010-2016)
- Reyno de Navarra-Telco-Connor (2010-2011)
- Reyno de Navarra-Telco-M-Connor (2011-2012)
- Reyno de Navarra-Connor (2012-2013)
- Reyno de Navarra-WRC-Connor (2013-2016)

### Estrada
- Bizkaia-Durango (2015)[10]
- Bizkaia Durango (2018-2019)
- Bizkaia Durango-Euskadi Murias (2018)
- Bizkaia Durango (2019)
- Cronos Casa Dorada[11] (2020)